# Liga Futsal de 2014
A Liga Futsal de 2014 é a décima nona edição do campeonato brasileiro da modalidade. Dezenove equipes participaram da competição, disputada em cinco fases.Primeira fase,segunda fase,quartas de finais,semi-fiais e final.

## Regulamento
O regulamento usado é:

### Primeira fase (classificatória)
Os 19 clubes jogarão entre si em turno único em chave única, classificando para a 2ª fase (eliminatória) os 16 melhores;

#### Critérios de Desempate
Caso duas ou mais equipes terminarem empatadas na soma de pontos ganhos, os critérios de desempate a serem aplicados serão:
1. Maior número de vitórias na fase;
2. Maior saldo de gols na fase;
3. Maior número de gols assinalados na fase;
4. Menor número de gols sofridos na fase;
5. Menor número de cartões vermelhos recebidos na fase;
6. Menor número de cartões amarelos recebidos na fase;
7. Sorteio.

### Segunda fase (eliminatória)
As equipes se dividem em 4 grupos de quatro times, que jogarão entre si em rodízio duplo (ida e volta). O critério para formação dos grupos é:
- Grupo A: 1º, 8º, 12º e 16º colocado;
- Grupo B: 2º, 7º, 11º e 15º colocado;
- Grupo C: 3º, 6º, 10º e 14º colocado;
- Grupo D: 4º, 5º, 9º e 13º colocado.

Ao final da fase, estarão classificadas à terceira fase (quartas de final) as duas primeiras colocadas dos grupos A, B, C e D.

#### Critérios de Desempate
Apuradas as 8 (oito) equipes classificadas, será considerado o índice técnico geral entre elas
(maior quociente da divisão do número de pontos ganhos pelo número de jogos), considerando todos 
os resultados da 1ª Fase Classificatória e 2ª Fase Eliminatória. 
 Em caso de empate entre as equipes pelo índice técnico geral, o desempate será apurado pela 
ordem de classificação da 1ª Fase Classificatória.  

### Terceira fase (quartas de final)
As equipes se dividem em 4 grupos de dois times, que jogarão em jogos de ida e volta, seguindo o seguinte critério:
- Grupo E:

1º jogo: 8º colocado no Índice Técnico Geral vs 1º colocado no Índice Técnico Geral;
2º jogo: 1º colocado no Índice Técnico Geral vs 8º colocado no Índice Técnico Geral;

Grupo F:
1º jogo: 7º colocado no Índice Técnico Geral vs 2º colocado no Índice Técnico Geral;
2º jogo: 2º colocado no Índice Técnico Geral vs 7º colocado no Índice Técnico Geral;
- Grupo G:

1º jogo: 6º colocado no Índice Técnico vs 3º colocado no Índice Técnico;
2º jogo: 3º colocado no Índice Técnico vs 6º colocado no Índice Técnico;
- Grupo H:

1º jogo: 5º colocado no Índice Técnico Geral vs 4º colocado no Índice Técnico Geral;
2º jogo: 4º colocado no Índice Técnico Geral vs 5º colocado no Índice Técnico Geral;
Ao final da 3.ª Fase – Quartas de final, 2 (duas) vitórias ou uma vitória e um empate darão à
equipe do respectivo grupo, o direito de disputar a fase seguinte (semifinal). No caso de dois empates 
ou vitórias alternadas, o desempate far-se-á da seguinte maneira: Será disputada em período 
suplementar de 10 (dez) minutos, em 2 (dois) tempos de 5 (cinco) minutos, sem intervalo, fazendo-se 
apenas a inversão de lados. Se ao termino do período suplementar, persistir o empate estará 10 
classificado para a fase semifinal a equipe com melhor índice técnico geral.

### Quarta fase (semifinais)
Apuradas as 4 (quatro) equipes será considerado para a formação dos grupos o índice técnico
geral entre elas (maior quociente da divisão do número de pontos ganhos pelo número de jogos), 
considerando todos os resultados da 1ª Fase Classificatória, 2ª Fase Eliminatória e 3ª Fase Quartas de 
Finais. 
Em caso de empate entre as equipes pelo índice técnico geral, o desempate será apurado pela
ordem de classificação da 1ª Fase Classificatória. 
As equipes se dividem em 2 grupos de dois times, que jogarão em jogos de ida e volta, seguindo o seguinte critério:
- Grupo I:

1º jogo: 4º colocado no Índice Técnico Geral  vs 1º colocado no Índice Técnico Geral;
2º jogo: 1º colocado no Índice Técnico Geral vs 4º colocado no Índice Técnico Geral;.
- Grupo J:

1º jogo: 3º colocado no Índice Técnico vs 2º colocado no Índice Técnico;
2º jogo: 2º colocado no Índice Técnico vs 3º colocado no Índice Técnico.
Ao final da 4.ª Fase – Semifinal, duas vitórias ou uma vitória e um empate darão à equipe do
respectivo grupo o direito de disputar a fase seguinte. No caso de dois empates ou vitórias alternadas de 
empate far-se-á da seguinte maneira: será disputado um período suplementar de 10 (dez) minutos em 2 
(dois) tempos de 5 (cinco) minutos sem intervalo, fazendo apenas a inversão de lados. Se ao termino do 
período suplementar persistir o empate, estará classificada para a fase seguinte (Final) a equipe com o 
melhor índice técnico geral

### Quinta fase (finais)
Os dois classificados da fase anterior se enfrentarão em duas partidas, sendo que o clube que teve melhor campanha no somatório das fases anteriores terá preferência na escolha de mando de campo. Caso o empate persista, haverá uma prorrogação de 10 minutos no 2º jogo. Se persistir o empate na prorrogação será proclamada campeã a equipe com o melhor índice técnico geral.

## Participantes
Participantes da Liga Futsal de 2014.
| Equipe                           | Cidade                  | Estado | Em 2013 | Ginásio (mando)             | Capacidade | Títulos                    |
| -------------------------------- | ----------------------- | ------ | ------- | --------------------------- | ---------- | -------------------------- |
| ADC Intelli/Orlândia             | Orlândia                | SP     | 1º      | Maurício Leite de Moraes    | 800        | 2 (2012, 2013)             |
| ADHering/SCF/FMD Blumenau[ADH]   | Blumenau                | SC     | N/A     | Ginásio ADHering            | ?          | 0 (não possui)             |
| Assoeva/Unisc/ALM/Venax          | Venâncio Aires          | RS     | 9º      | Parque do Chimarrão         | 5 000      | 0 (não possui)             |
| Atlântico/Apti/Uri/Erechim       | Erechim                 | RS     | 13º     | Ginásio do CER Atlântico    | 3 500      | 0 (não possui)             |
| Brasil Kirin/Sorocaba            | Sorocaba                | SP     | N/A     | Ginásio Agostinho Fávaro    | 4 000      | 0 (não possui)             |
| ADDP/Cabo Frio                   | Cabo Frio               | RJ     | N/A     | Alfredo Barreto             | 3 200      | 0 (não possui)             |
| Carlos Barbosa                   | Carlos Barbosa          | RS     | 6º      | Sérgio Luiz Guerra          | 5 000      | 4 (2001, 2004, 2006, 2009) |
| Concórdia/Umbro                  | Concórdia               | SC     | 2º      | Centro de Eventos Concórdia | 2 800      | 0 (não possui)             |
| Copagril/SempreVida              | Marechal Cândido Rondon | PR     | 7º      | Ney Braga                   | 2 800      | 0 (não possui)             |
| S. C. Corinthians Paulista       | São Paulo               | SP     | 4º      | Parque São Jorge            | 6 834      | 0 (não possui)             |
| Floripa Futsal                   | Florianópolis           | SC     | 16º     | Rozendo Lima Vasconcelos    | 1 800      | 0 (não possui)             |
| Instituto Green Team/SESI Futsal | Taguatinga              | DF     | N/A     | Ginásio do Sesi Taguatinga  | ?          | 0 (não possui)             |
| Poker/Agrária/Guarapuava         | Guarapuava              | PR     | 14º     | Joaquim Prestes             | 3 700      | 0 (não possui)             |
| Csm/Pré-Fabricar/Jaraguá         | Jaraguá do Sul          | SC     | 5º      | Arena Jaraguá               | 8 500      | 4 (2005, 2007, 2008, 2010) |
| Krona Futsal                     | Joinville               | SC     | 3º      | Centreventos Cau Hansen     | 4 000      | 0 (não possui)             |
| Cia do Terno/Minas               | Belo Horizonte          | MG     | 11º     | Arena Vivo                  | 3 600      | 0 (não possui)             |
| A. D. São Bernardo               | São Bernardo do Campo   | SP     | 18º     | Adib Moyses Dib             | 5 700      | 0 (não possui)             |
| São Paulo/FIB[SAO]               | Bauru                   | SP     | 17º     | Duduzão                     | 1 500      | 0 (não possui)             |
| Oi/Oppnus/Penalty/Umuarama       | Umuarama                | PR     | 10º     | Amário Vieira da Costa      | 4 500      | 0 (não possui)             |

- SAO. ^  O São Paulo jogou a Liga Futsal de 2013 em parceria com o Suzano. Em 2014, a A. A. FIB e o São Paulo fizeram uma parceria e jogarão a Liga Futsal como uma única equipe.
- ADH. ^  A equipe do São Caetano participaria da Liga em parceria com a L.O. Bauru, mas depois de problemas com os salários dos jogadores, as equipes acabaram com a parceria.[22] Com o fim da parceria, a ADHering procurou o São Caetano, detentor da franquia e fechou parceria para participar da Liga.[23]

## Primeira fase

### Classificação
Atualizado em 29 de setembro de 2014.
|  | Classificado para o Grupo A |
|  | Classificado para o Grupo B |
|  | Classificado para o Grupo C |
|  | Classificado para o Grupo D |
|  | Eliminados                  |

| Pos | Times          | Pts | J  | V  | E | D  | GP | GC | SG  | Cartões amarelos | Cartões vermelhos | %     |
| --- | -------------- | --- | -- | -- | - | -- | -- | -- | --- | ---------------- | ----------------- | ----- |
| 1   | Jaraguá        | 47  | 18 | 15 | 2 | 1  | 75 | 34 | +41 | 24               | 2                 | 87,04 |
| 2   | Corinthians    | 36  | 18 | 11 | 3 | 4  | 48 | 34 | +14 | 27               | 1                 | 66,67 |
| 3   | ADC Intelli    | 34  | 18 | 10 | 4 | 4  | 58 | 36 | +22 | 26               | 1                 | 62,96 |
| 4   | ADHering       | 34  | 18 | 10 | 4 | 4  | 50 | 34 | +16 | 33               | 3                 | 62,96 |
| 5   | Brasil Kirin   | 32  | 18 | 9  | 5 | 4  | 50 | 34 | +16 | 31               | 0                 | 59,26 |
| 6   | Guarapuava     | 31  | 18 | 9  | 4 | 5  | 48 | 37 | +11 | 44               | 7                 | 57,41 |
| 7   | Copagril       | 27  | 18 | 8  | 3 | 7  | 43 | 37 | +6  | 34               | 7                 | 50,00 |
| 8   | Carlos Barbosa | 27  | 18 | 7  | 6 | 5  | 52 | 43 | +9  | 37               | 8                 | 50,00 |
| 9   | Assoeva        | 27  | 18 | 7  | 6 | 5  | 35 | 37 | -2  | 28               | 5                 | 50,00 |
| 10  | Umuarama       | 25  | 18 | 7  | 4 | 7  | 46 | 50 | -4  | 34               | 6                 | 46,3  |
| 11  | Krona          | 24  | 18 | 6  | 6 | 6  | 44 | 35 | +9  | 33               | 1                 | 44,44 |
| 12  | Cabo Frio      | 23  | 18 | 6  | 5 | 7  | 36 | 35 | +1  | 25               | 1                 | 42,59 |
| 13  | Atlântico      | 23  | 18 | 6  | 5 | 7  | 33 | 47 | -14 | 42               | 4                 | 42,59 |
| 14  | Floripa        | 22  | 18 | 5  | 7 | 6  | 44 | 38 | +6  | 29               | 4                 | 40,74 |
| 15  | Concórdia      | 19  | 18 | 6  | 1 | 11 | 43 | 51 | -8  | 26               | 6                 | 35,19 |
| 16  | Minas          | 19  | 18 | 4  | 7 | 7  | 43 | 46 | -3  | 22               | 1                 | 35,19 |
| 17  | Green Team     | 11  | 18 | 3  | 2 | 13 | 32 | 69 | -37 | 29               | 1                 | 20,37 |
| 18  | São Paulo/FIB  | 8   | 18 | 2  | 2 | 14 | 28 | 66 | -38 | 42               | 4                 | 14,81 |
| 19  | São Bernardo   | 4   | 18 | 0  | 4 | 14 | 18 | 63 | -45 | 28               | 0                 | 7,41  |

### Desempenho por rodada
Clubes que lideraram o campeonato ao final de cada rodada:
| Rodadas | Rodadas | Rodadas | Rodadas | Rodadas | Rodadas | Rodadas | Rodadas | Rodadas | Rodadas | Rodadas | Rodadas | Rodadas | Rodadas | Rodadas | Rodadas | Rodadas | Rodadas | Rodadas |
| ------- | ------- | ------- | ------- | ------- | ------- | ------- | ------- | ------- | ------- | ------- | ------- | ------- | ------- | ------- | ------- | ------- | ------- | ------- |
| 1       | 2       | 3       | 4       | 5       | 6       | 7       | 8       | 9       | 10      | 11      | 12      | 13      | 14      | 15      | 16      | 17      | 18      | 19      |
| CON     | COP     | INT     | COR     | JAR     | JAR     | JAR     | JAR     | JAR     | JAR     | ADH     | JAR     | JAR     | JAR     | JAR     | JAR     | JAR     | JAR     | JAR     |

Clubes que ficaram na última posição do campeonato ao final de cada rodada:
| Rodadas | Rodadas | Rodadas | Rodadas | Rodadas | Rodadas | Rodadas | Rodadas | Rodadas | Rodadas | Rodadas | Rodadas | Rodadas | Rodadas | Rodadas | Rodadas | Rodadas | Rodadas | Rodadas | Rodadas |
| ------- | ------- | ------- | ------- | ------- | ------- | ------- | ------- | ------- | ------- | ------- | ------- | ------- | ------- | ------- | ------- | ------- | ------- | ------- | ------- |
| 1       | 2       | 3       | 4       | 5       | 6       | 7       | 8       | 9       | 10      | 11      | 12      | 13      | 14      | 15      | 16      | 17      | 18      | 19      |         |
| ATL     | ATL     | ATL     | ATL     | GRE     | SBE     | SBE     | SBE     | SBE     | SBE     | SBE     | SBE     | SBE     | SBE     | SBE     | SBE     | SBE     | SBE     | SBE     |         |

## Segunda fase
|  | Classificados para a fase final |
|  | Eliminados                      |

### Grupo A
| Pos | Times          | Pts | J | V | E | D | GP | GC | SG | Cartões amarelos | Cartões vermelhos | %     |
| --- | -------------- | --- | - | - | - | - | -- | -- | -- | ---------------- | ----------------- | ----- |
| 1   | Carlos Barbosa | 12  | 6 | 4 | 0 | 2 | 16 | 6  | 10 | 13               | 1                 | 66,67 |
| 2   | Jaraguá        | 11  | 6 | 3 | 2 | 1 | 16 | 13 | 3  | 12               | 3                 | 61,11 |
| 3   | Cabo Frio      | 7   | 6 | 2 | 1 | 3 | 11 | 16 | -5 | 10               | 4                 | 38,89 |
| 4   | Minas          | 3   | 6 | 0 | 3 | 3 | 11 | 19 | -8 | 8                | 1                 | 16,67 |

### Grupo B
| Pos | Times       | Pts | J | V | E | D | GP | GC | SG  | Cartões amarelos | Cartões vermelhos | %     |
| --- | ----------- | --- | - | - | - | - | -- | -- | --- | ---------------- | ----------------- | ----- |
| 1   | Corinthians | 13  | 6 | 4 | 1 | 1 | 21 | 17 | 4   | 7                | 0                 | 72,22 |
| 2   | Krona       | 12  | 6 | 4 | 0 | 2 | 20 | 15 | 5   | 8                | 0                 | 66,67 |
| 3   | Concórdia   | 10  | 6 | 3 | 1 | 2 | 22 | 17 | 5   | 9                | 0                 | 55,56 |
| 4   | Copagril    | 0   | 6 | 0 | 0 | 6 | 13 | 27 | -14 | 11               | 0                 | 0     |

### Grupo C
| Pos | Times       | Pts | J | V | E | D | GP | GC | SG | Cartões amarelos | Cartões vermelhos | %     |
| --- | ----------- | --- | - | - | - | - | -- | -- | -- | ---------------- | ----------------- | ----- |
| 1   | ADC Intelli | 11  | 6 | 3 | 2 | 1 | 18 | 18 | 0  | 7                | 0                 | 61,11 |
| 2   | Guarapuava  | 8   | 6 | 2 | 2 | 2 | 24 | 22 | 2  | 13               | 5                 | 44,44 |
| 3   | Umuarama    | 8   | 6 | 2 | 2 | 2 | 20 | 21 | -1 | 9                | 1                 | 44,44 |
| 4   | Floripa     | 5   | 6 | 1 | 2 | 3 | 17 | 18 | -1 | 16               | 0                 | 27,78 |

### Grupo D
| Pos | Times        | Pts | J | V | E | D | GP | GC | SG | Cartões amarelos | Cartões vermelhos | %     |
| --- | ------------ | --- | - | - | - | - | -- | -- | -- | ---------------- | ----------------- | ----- |
| 1   | Brasil Kirin | 10  | 6 | 2 | 4 | 0 | 17 | 12 | 5  | 15               | 1                 | 55,56 |
| 2   | ADHering     | 9   | 6 | 2 | 3 | 1 | 12 | 8  | 4  | 9                | 2                 | 50    |
| 3   | Assoeva      | 6   | 6 | 1 | 3 | 2 | 13 | 16 | -3 | 12               | 1                 | 33,33 |
| 4   | Atlântico    | 5   | 6 | 1 | 2 | 3 | 8  | 14 | -6 | 9                | 0                 | 27,78 |

### Desempenho por rodada
Clubes que lideraram o campeonato ao final de cada rodada:
| Rodadas | Rodadas | Rodadas | Rodadas | Rodadas | Rodadas | Rodadas |
| ------- | ------- | ------- | ------- | ------- | ------- | ------- |
|         | 1       | 2       | 3       | 4       | 5       | 6       |
| Grupo A | CAR     | CAR     | CAR     | CAR     | CAR     | CAR     |
| Grupo B | KRO     | COR     | KRO     | KRO     | KRO     | COR     |
| Grupo C | GUA     | INT     | UMU     | INT     | INT     | INT     |
| Grupo D | BRK     | BRK     | BRK     | BRK     | BRK     | BRK     |

Clubes que ficaram na última posição do campeonato ao final de cada rodada:
| Rodadas | Rodadas | Rodadas | Rodadas | Rodadas | Rodadas | Rodadas |
| ------- | ------- | ------- | ------- | ------- | ------- | ------- |
|         | 1       | 2       | 3       | 4       | 5       | 6       |
| Grupo A | CAB     | CAB     | CAB     | MIN     | MIN     | MIN     |
| Grupo B | CON     | CON     | COP     | COP     | COP     | COP     |
| Grupo C | UMU     | FLO     | FLO     | FLO     | FLO     | FLO     |
| Grupo D | ASS     | ASS     | ASS     | ASS     | ATL     | ATL     |

## Fase eliminatória
|  | Quartas-de-final | Quartas-de-final | Quartas-de-final |       |             | Semifinais | Semifinais | Semifinais |  |              | Final | Final | Final |
|  |                  |                  |                  |       |             |            |            |            |  |              |       |       |       |
|  | Jaraguá          | 3                | 4                |       |             |            |            |            |  |              |       |       |       |
|  | Krona Futsal     | 3                | 0                |       |             |            |            |            |  |              |       |       |       |
|  | Krona Futsal     | 3                | 0                |       | Jaraguá     | 1          | 3 (0)      |            |  |              |       |       |       |
|  |                  |                  |                  |       | Jaraguá     | 1          | 3 (0)      |            |  |              |       |       |       |
|  |                  | Brasil Kirin     | 3                | 0 (2) |             |            |            |            |  |              |       |       |       |
|  | ADHering         | Brasil Kirin     | 3                | 0 (2) | 1           | 4          |            |            |  |              |       |       |       |
|  | ADHering         |                  |                  |       | 1           | 4          |            |            |  |              |       |       |       |
|  | Brasil Kirin     | 2                | 4                |       |             |            |            |            |  |              |       |       |       |
|  | Brasil Kirin     | 2                | 4                |       |             |            |            |            |  | Brasil Kirin | 4     | 2 (4) |       |
|  |                  |                  |                  |       |             |            |            |            |  | Brasil Kirin | 4     | 2 (4) |       |
|  |                  | ADC Intelli      | 2                | 5 (3) |             |            |            |            |  |              |       |       |       |
|  | ADC Intelli      | ADC Intelli      | 2                | 5 (3) | 6           | 6          |            |            |  |              |       |       |       |
|  | ADC Intelli      |                  |                  |       | 6           | 6          |            |            |  |              |       |       |       |
|  | Guarapuava       | 6                | 0                |       |             |            |            |            |  |              |       |       |       |
|  | Guarapuava       | 6                | 0                |       | ADC Intelli | 0          | 1 (2)      |            |  |              |       |       |       |
|  |                  |                  |                  |       | ADC Intelli | 0          | 1 (2)      |            |  |              |       |       |       |
|  |                  | Corinthians      | 0                | 1 (1) |             |            |            |            |  |              |       |       |       |
|  | Corinthians      | Corinthians      | 0                | 1 (1) | 0           | 3 (4)      |            |            |  |              |       |       |       |
|  | Corinthians      |                  |                  |       | 0           | 3 (4)      |            |            |  |              |       |       |       |
|  | Carlos Barbosa   | 2                | 1 (1)            |       |             |            |            |            |  |              |       |       |       |
|  | Carlos Barbosa   | 2                | 1 (1)            |       |             |            |            |            |  |              |       |       |       |

### Final

#### Ida
| 1 de dezembro | Brasil Kirin                                               | 4 – 2     | ADC Intelli    | Ginásio Agostinho Fávaro, Paulínia |
| 19:00         | Fellipe Mello 1' · Rodrigo 2' · Mauricinho 5' · Foglia 31' | Relatório | Jackson 3', 6' | Árbitro: Michel Jean Bonnaud Árbitro 2: Sandro Stein Brechane Anotador: Debora Cristina Correzola Cronometrista: Rodrigo Boldi Franca |

| Brasil Kirin | ADC Intelli |

#### Volta
| 8 de dezembro | ADC Intelli | 5 – 2 3 – 4 | Brasil Kirin | Ginásio Sabiazinho, Uberlândia |
| 19:00         |             | Relatório   |              | Árbitro: Flavio Marques Árbitro 2: Sergio Dionisio da Silva Anotador: Nivaldo Pimenta de Oliveira Lanca Cronometrista: Rogerio Jeronimo |

| ADC Intelli |  | Brasil Kirin |

## Premiação
| Liga Futsal de 2014              |
| São Paulo                        |
| -------------------------------- |
| Brasil Kirin Campeão (1º título) |

## Classificação Geral
| Pos | Times          | Pts | J  | V  | E  | D  | GP  | GC | SG  | Cartões amarelos | Cartões vermelhos | %      | Classificação                   |
| --- | -------------- | --- | -- | -- | -- | -- | --- | -- | --- | ---------------- | ----------------- | ------ | ------------------------------- |
| 1   | Brasil Kirin   | 52  | 30 | 14 | 10 | 6  | 88  | 65 | +23 | 61               | 4                 | 57,78  | Finalistas                      |
| 2   | ADC Intelli    | 56  | 30 | 16 | 8  | 6  | 101 | 72 | +29 | 48               | 0                 | 62,22  | Finalistas                      |
| 3   | Jaraguá        | 65  | 28 | 20 | 5  | 3  | 102 | 55 | +47 | 48               | 2                 | 77,38  | Eliminados nas semifinais       |
| 4   | Corinthians    | 53  | 28 | 16 | 5  | 7  | 78  | 58 | +20 | 52               | 3                 | 63,10  | Eliminados nas semifinais       |
| 5   | ADHering       | 44  | 26 | 12 | 8  | 6  | 67  | 48 | +19 | 46               | 3                 | 56,41% | Eliminados nas Quartas-de-final |
| 6   | Carlos Barbosa | 42  | 26 | 12 | 6  | 8  | 72  | 56 | +16 | 55               | 4                 | 53,85% | Eliminados nas Quartas-de-final |
| 7   | Guarapuava     | 40  | 26 | 11 | 7  | 8  | 78  | 71 | +7  | 61               | 7                 | 51,28% | Eliminados nas Quartas-de-final |
| 8   | Krona          | 37  | 26 | 10 | 7  | 9  | 67  | 57 | +10 | 49               | 1                 | 47,43% | Eliminados nas Quartas-de-final |
| 9   | Umuarama       | 33  | 24 | 9  | 6  | 9  | 66  | 71 | -5  | 43               | 7                 | 45,83  | Eliminados na 2ª Fase           |
| 10  | Assoeva        | 33  | 24 | 8  | 9  | 7  | 48  | 53 | -5  | 40               | 6                 | 45,83  | Eliminados na 2ª Fase           |
| 11  | Cabo Frio      | 30  | 24 | 8  | 6  | 10 | 47  | 51 | -4  | 35               | 5                 | 41,67  | Eliminados na 2ª Fase           |
| 12  | Concórdia      | 29  | 24 | 9  | 2  | 13 | 65  | 68 | -3  | 35               | 6                 | 40,28  | Eliminados na 2ª Fase           |
| 13  | Atlântico      | 28  | 24 | 7  | 7  | 10 | 41  | 61 | -20 | 51               | 4                 | 38,89  | Eliminados na 2ª Fase           |
| 14  | Copagril       | 27  | 24 | 8  | 3  | 13 | 56  | 64 | -8  | 45               | 7                 | 37,50  | Eliminados na 2ª Fase           |
| 15  | Floripa        | 27  | 24 | 6  | 9  | 9  | 61  | 56 | 5   | 45               | 4                 | 37,50  | Eliminados na 2ª Fase           |
| 16  | Minas          | 22  | 24 | 4  | 10 | 10 | 54  | 65 | -11 | 30               | 2                 | 30,56  | Eliminados na 2ª Fase           |
| 17  | Green Team     | 11  | 18 | 3  | 2  | 13 | 32  | 69 | -37 | 29               | 1                 | 20,37  | Eliminados na 1ª Fase           |
| 18  | São Paulo/FIB  | 8   | 18 | 2  | 2  | 14 | 28  | 66 | -38 | 42               | 4                 | 14,81  | Eliminados na 1ª Fase           |
| 19  | São Bernardo   | 4   | 18 | 0  | 4  | 14 | 18  | 63 | -45 | 28               | 0                 | 7,41   | Eliminados na 1ª Fase           |